# Joseph Arthur Dufaure du Bessol
Joseph Arthur Dufaure du Bessol, né le 25 février 1828 à Beaulieu-sur-Dordogne (Corrèze) et mort le 2 octobre 1908 à Limoges (Haute-Vienne), est un général français.

## Biographie

### Début de carrière en Algérie
Fils de Jean Louis Dufaure du Bessol, écuyer, et de dame Angélique de Lassalvanie, Joseph Arthur Dufaure du Bessol naît le 25 février 1828 à Beaulieu-sur-Dordogne,, dans l'Immeuble du Bessol, Joseph Arthur Dufaure du Bessol entre dans la carrière militaire en 1847 en tant qu'engagé volontaire.  Il entre à l'école spéciale militaire de Saint-Cyr en 1849 et en sort sous-lieutenant  en 1851 affecté au 1er régiment étranger d'infanterie il part à Sidi Bel Abbès en Algérie. Il y reste jusqu'en mars 1854, date à laquelle il devient lieutenant et est appelé à participer à la guerre de Crimée. Promu capitaine, il retourne en Algérie et s'y distingue particulièrement lors de la bataille d'Icheriden, le 24 juin 1857, à la tête du 2e régiment étranger.

### Campagne d'Italie
Il passe ensuite au 3e régiment de grenadiers à pied de la Garde impériale avec lequel il participe à la campagne d'Italie et combat à la bataille de Magenta, le 4 juin 1859, durant laquelle il est blessé.

### Expédition du Mexique
Début 1862, il est transféré au 3e régiment de zouaves avec lequel il participe à l'expédition du Mexique et se distingue à la tête de se troupes, lors de la bataille de San Lorenzo, avec lesquelles il capture 2 drapeaux ennemis. Après la prise d'Oaxaca, les militaires furent  envoyés combattre au nord du Mexique, là où les forces du gouvernement de Juárez étaient encore puissantes. Le corps expéditionnaire n'était pas habitué à lutter de cette manière : lorsque les résistants républicains  étaient en position de force, ils attaquaient, dans le cas contraire, ils fuyaient. Afin de lutter contre cette stratégie, se mit en place la contre-guérilla du colonel Du Pin ; aidés d’hommes du pays, connaissant le terrain sur lequel ils s'aventuraient, équipés de chevaux, ils agissaient en marge de l'armée française. C'est dans ce cadre que le capitaine Joseph Arthur Dufaure du Bessol prend le commandement d'un groupe de contre guérilla dans la région de Mexico.

### Guerre de 1870-1871
Revenu en France en 1865, il est promu chef de bataillon au 1er régiment étranger puis il passe en 1868 au bataillon de chasseurs à pied de la Garde impériale.
C'est à la tête de ce bataillon, qu'il est blessé lors de la bataille de Gravelotte le 18 août 1870 durant la guerre franco-prussienne. Il parvient à s'échapper de Metz et se met immédiatement au service des armées de la République pour continuer la lutte.
Nommé lieutenant-colonel le 12 septembre 1870 colonel au 24e de ligne, il devient dès le 18 septembre colonel à l'armée du Nord. Il participe, le 27 novembre 1870, à la bataille de Villers-Bretonneux ou il est une nouvelle fois blessé, puis devenu général de brigade, en décembre 1870, il prend la tête de la 2e division, du 22e corps avec laquelle il est à nouveau blessé à la bataille de Saint-Quentin le 19 janvier 1871.

### Général de corps d'armée
De 1875 à 1879, il commande la 67e brigade puis la 72e. 
Promu général de division en 1880, il est mis à la tête de la 32e division d'infanterie, de 1881 à 1882, puis la 28e de 1883 à 1889.
En 1890, devenu général de corps d'armée, il commande le 13e corps d'armée, puis, en 1891, il est placé à la tête du 19e corps d'armée et y reste jusqu'en 1893, ou, atteint par la limite d'age il est contraint de prendre sa retraite.
Il meurt à Limoges le 2 octobre 1908.

## Décorations
- 31 décembre 1857 : chevalier de la Légion d'honneur ; chef du 18e bataillon de chasseurs à pied, 20 ans de service effectif, 13 campagnes, 1  blessure, 1 citation. Officier de guerre brillant et solide ; s'est fait remarquer comme chef de la compagnie de partisans de Mexico[7].
- 1875 : Commandeur de la Légion d'honneur
- 1893 : Grand croix de la Légion d'honneur